# 子泣き爺

境港市の水木しげるロードに設置された子泣き爺のブロンズ像

子泣き爺もしくは児啼爺（こなきじじい）は、徳島県の山間部などで伝承される妖怪。

## 概要
民俗学者の柳田國男の著書『妖怪談義』に記述のある妖怪の一つで、本来は老人の姿だが、夜道で赤ん坊のような産声をあげるとされている。
一般には、泣いている子泣き爺を見つけた通行人が憐れんで抱き上げると、体重が次第に重くなり、手放そうとしてもしがみついて離れず、遂には命を奪ってしまうとされている。書籍によっては、子泣き爺は石のように重くなることで抱き上げた人間を押し潰すなどと記述されている。しかし柳田はこうした特徴について、おばりよんや産女に近いものとして、創作と指摘している。
「民間伝承の会」（現・日本民俗学会）の機関誌『民間伝承』第4巻第2号に寄せられた論文「山村語彙」には、三好郡三名村字平（現・三好市）の口承として「子供の泣声を真似る怪」と記述されているのみである。

## 正体
阿南市の郷土史家の多喜田昌裕によれば、伝承地とされる徳島県地方では、実際には子泣き爺の伝説は存在しないことが判明している。一方で徳島の伝説を採取した書籍『木屋平の昔話』には、山中で不気味な赤ん坊の声で泣く妖怪、人間が抱き上げると重たくなって離れない妖怪などのことが記されているため、これらの妖怪譚が一体となって子泣き爺の話が生まれた可能性が示唆されている。
さらにその後の多喜田の調査によれば、『民間伝承』第4巻第2号の口承のあった地では、かつて赤ん坊の泣き声を真似た奇声をあげる実在の老人が徘徊しており、子供にとって非常に不気味な存在だったため、子供を親が叱る際に「（その老人の名）がやって来るよ」と使われていた。そのため、実在の人物であるこの老人が前述のような声の妖怪と結びついたか、もしくは郷土史家による採集結果が柳田國男に報告される過程で、実在の人物であることなどの多くの情報が錯綜・脱落し、さらにおばりよんや産女の伝承が混同された結果として子泣き爺の特徴が形作られた、といった推測もある。
これらの説に基くと、民俗学的観点から見れば子泣き爺という妖怪が存在することは疑問ということになるが、昭和・平成以降では多くの書籍で妖怪として紹介されていることなどから、子泣き爺が一般的に妖怪として認められていることも事実だと、妖怪研究家の京極夏彦が述べている。特に水木しげるの漫画・アニメ『ゲゲゲの鬼太郎』で主人公の鬼太郎をサポートする名脇役として描かれて以降は、正義の妖怪として一躍有名な存在となっている。

## 史跡
2001年には多喜田と地元の有志団により、徳島県三好郡山城町（現・三好市）が伝承の発祥地と認定され、現地には「児啼爺」の名の石像と、京極夏彦による「児啼爺の碑」が建てられ、同年に山城町にて除幕式が行われた。妖怪ファンにとっては新たな注目地となっている。
2010年には三好市市内の道の駅大歩危に妖怪ミュージアムとして「こなき爺の里・妖怪屋敷」がオープンし、多くの入場客を呼んでいる。

## 類話
子泣き爺と同様、赤ん坊のような産声をあげるという「ごぎゃ泣き（ごぎゃなき）」という妖怪が四国に伝わっている。高知県の高岡郡新居の浜や幡多郡坂の下では色白の赤ん坊で、夜道を歩く人の足にまとわりつくが、草履を脱ぐと離れるという。美馬郡木屋平村（現・美馬市）では、山中を徘徊する一本足の妖怪でこれが泣くと地震が起こるともいう。このごぎゃ泣きが一本足といわれることから、子泣き爺も一本足との説もある。柳田は『民間伝承』において、ごぎゃ泣きのことを「子泣き爺のことをいうらしい」と述べている。
山田野理夫の著書『東北怪談の旅』には、青森県の津軽平内の「児泣き婆（こなきばばあ）」という怪談がある。和井内行松という者が山中で迷い、1人の老人に出会い、老人の家に泊まることになった。途中の道で赤ん坊の泣き声が聞こえ、老人は赤ん坊を拾い上げた。さらに泣き声が聞こえたので、行松が拾おうとすると、顔は皺だらけの婆で、重くて手にできなかったが、老人はたやすく拾い上げた。やがて家に着き、老人はその赤ん坊を鍋に入れて煮始めた。しばらく後に鍋の蓋を開けると、中身は南瓜だった。翌日、「昨日食べたものは南瓜か」と行松が尋ねると、老人は「児泣き婆だ」と答えたという。
ただし『東北怪談の旅』に収録されている伝承は著者の創作とみられるものが多いため、「児泣き婆」という妖怪も山田野理夫の創作である可能性が指摘されている。
茨城県にも似た伝説はあるが、怪力授与説話となっている。ある女性が戸村義国に対して「少しの間、赤ん坊を持っていてほしい」と渡すと、5貫、10貫、20貫と重くなっていったが、それに耐えきったため、女性はその力を認めて、消えていった。その夜、枕元に白髪の老婆が現れ、観音であると名乗り、怪力を授けたという。